# Interimistiskt beslut
Interimistiskt beslut är ett domstolsbeslut som gäller tills vidare, ad interim eller interimistiskt, i avvaktan antingen på att ett slutligt beslut meddelas eller på att det upphävs. Det fattas i allmänhet utan att den mot vilken beslutet riktar sig fått tillfälle att yttra sig.
Ett interimistiskt beslut kan endast fattas om domstolen finner att "det är fara i dröjsmål". Till exempel kan det finnas risk att motparten omintetgör eller saboterar beslutet om den får reda på det innan det verkställts. Kvarstad kan beviljas interimistiskt enligt 15 kap. 5 § tredje stycket rättegångsbalken.
Andra exempel på interimistiska beslut finns i upphovsrättslagen och mönsterskyddslagen där interimistiskt beslut kan meddelas ”om ett dröjsmål skulle medföra risk för att föremål eller handlingar som har betydelse för utredning om intrånget skaffas undan, förstörs eller förvanskas”. 

Ett interimistiskt beslut behöver inte sändas till svaranden förrän det kan göras utan att verkställigheten av beslutet riskeras enligt 26 § andra stycket förordningen (1996:271) om mål och ärenden i allmän domstol.
Ett beslut som har meddelats utan att motparten har fått tillfälle att yttra sig ska omprövas så snart ett yttrande inkommit från motparten. Vid denna omprövning kan beslutet, på begäran, upphävas, ändras eller fastställas.

## Fotnoter
1. ↑  15 kap. 5 § 3 stycket Rättegångsbalken (1942:740)
2. ↑  56b § 4 stycket Upphovsrättslagen (1960:729)
3. ↑  37b § 4 stycket Mönsterskyddslagen (1970:485)
4. ↑  26 § 2 stycket Förordningen (1996:271) om mål och ärenden i allmän domstol
5. ↑  16 kap. 11 § Utsökningsbalken (1981:774)